# احمد میرزاپور
احمد میرزاپور یوسف آبادی (زاده ۱۸ مهر ۱۳۷۱) کشتی‌گیر آزادکار ایرانی است. وی موفق به کسب بازوبند پهلوانی ایران در سال ۱۳۹۲ و۱۴۰۰نیز شده‌است. هچنین میرزاپور در مسابقات جهانی کشتی پهلوانی در سال ۲۰۱۳ موفق به کسب مدال طلای مسابقات نیز شده‌است.

## فعالیت حرفه‌ای ورزشی
- مدال طلای بازی‌های داخل سالن آسیا درشته کشتی پهلوانی ۲۰۱۸
- دو مدال برنز جهانی سرکل کبدی ۲۰۱۴ و ۲۰۱۹
- مدال طلای تیم ملی آزاد ایران
- انتخابی سنگین‌وزن جهان ۲۰۱۴
- مدال طلای سنگین‌وزن انتخابی کشوری آزاد ایران ۲۰۱۵
- مدال طلای سنگین‌وزن جام بین‌المللی تختی ۲۰۱۵
- مدال طلای سنگین‌وزن جام بین‌المللی تختی ۲۰۱۶
- مدال برنز جام جهانی آزاد جوانان ایران ۲۰۰۹
- مدال طلای جام بین‌المللی جوانان شهید ۲۰۱۱
- مدال نقره قهرمان ملی بزرگسالان ایران ۲۰۱۲
- مدال طلای سنگین‌وزن جام جهانی پهلوی ۲۰۱۳
- مدال برنز جوانان آلمانی در مسابقات کشتی آزاد قهرمانی سنگین‌وزن جهان ۲۰۱۱
- مدال طلای کشتی سنگین‌وزن جهان بلاروس ۲۰۱۶
- مدال طلای سنگین‌وزن کشتی آزاد قهرمانی ایران ۲۰۱۸
- عضو تیم ملی سبک آزاد ایران ۲۰۱۴، ۲۰۱۵، ۲۰۱۶، ۲۰۱۷، ۲۰۱۸
- عضو تیم ملی جودو ایران در سال ۱۳۹۲ [۶][۷][۸][۹][۱۰]